# Gesebel
Gesebel è un personaggio immaginario protagonista di una omonima serie a fumetti di genere fantascientifico creato negli anni sessanta da Max Bunker e dal disegnatore Magnus ed edita dall'Editoriale Corno dal 1966 al 1967. Magnus, nel dare forma a un universo prevalentemente femminile, riesce a dare prova della sua arte realizzando figure femminili in maniera completamente nuova per l'epoca e preannunciando quello che sarà il fenomeno delle eroine sexy del fumetto degli anni successivi. La serie si distingue per una evidente satira sociale del periodo con i riferimenti al femminismo, alla corruzione della classe dirigente e, insieme alle altre testate del fumetto nero italiano del periodo, fu oggetto dell'attenzione dei tribunali che temevano la carica eversiva di questo genere di pubblicazioni temendo che potessero «turbare l’ordine pubblico, l’ordine della famiglia e incitare alla criminalità e al delitto», finendo oggetto di processi e sequestri. Alla lunga le vicende giudiziarie e la pressione dell'opinione pubblica spinsero gli autori ad ammorbidire i toni e le trame persero quasi del tutto la loro carica innovativa. Luigi Bernardi e Paolo Ferriani hanno dedicato al personaggio una monografia nella serie “I quaderni del fumetto italiano” (Alessandro Distribuzioni, 1986).

## Storia editoriale
(Slogan)
La serie nacque per iniziativa dell'editore che voleva colmare un buco nell'unico genere di cui non pubblicava nulla: una serie fantascientifica con un'eroina sexy che viveva avventure violente se non addirittura horror. La serie esordì a febbraio 1966 ma si interruppe poco dopo, nell'ottobre del 1967, dopo solo 23 numeri. Il formato leggermente più grande del tascabile classico (cm 13x18.5 per 144 pagine) e le pagine interne in parte a colori, portarono il prezzo dell'albo a 200 Lire.
I testi dei primi numeri sono opera di Max Bunker mentre i disegni dei primi sei sono di Magnus ed entrambi abbandonarono la serie che venne continuata da Erasmo Buzzacchi e dal disegnatore Roberto Corbella Peroni fino al n. 20 e da Luigi Corteggi per gli ultimi tre il quale realizzò anche tutte le copertine. La serie non ebbe un buon riscontro e chiuse dopo pochi numeri.
Nel 1990 sono stati ripubblicati i primi sei numeri della serie, quelli disegnati da Magnus. Nel primo numero lo stesso Bunker scrive quanto segue: «I critici ritengono che Gesebel sia una delle opere minori del duo Magnus & Bunker. Forse tutti i torti non li hanno. Infatti il concetto di minore è sempre riferito a un modesto esito commerciale e ad una durata limitata. Entrambi gli elementi ci sono stati. […] Ricordo quando Magnus premeva su di me perché facessi qualcosa di fantascienza, io che di fantascienza ne avevo sempre masticata poca. Mi gettai nella lettura degli autori classici consigliatimi e alla fine avevo una cultura, sia pure superficiale, abbastanza sufficiente per impostare un discorso con le unghie della satira, come si poteva fare ai tempi. Nacquero così sei storie che mi piacque scrivere e che Magnus disegnò ottimamente. Il successo fu scarso e dopo quei numeri, macchina da scrivere e pennello furono passati ad altri. […] Così per accontentare i miei cari fans pubblico una mini-serie, i primi sei numeri, quelli di Magnus & Bunker, perché la vera Gesebel è questa qui. Breve ma sincero».

### Elenco degli albi
Di seguito sono riportati i numeri, i titoli e le date di uscita di tutti gli albi della serie composta da 23 numeri, usciti mensilmente (con solo due eccezioni) dal febbraio 1966 all'ottobre 1967.
1. La corsara dello spazio - febbraio 1966
2. Minaccia nel cosmo - marzo 1966
3. E la Terra scoppiò - aprile 1966
4. La notte dei pipistrelli - maggio 1966
5. La setta nera - giugno 1966
6. Il pianeta del mistero - giugno 1966
7. L'idolo di fuoco - luglio 1966
8. Nel mondo del nulla - agosto 1966
9. L'oppressore - settembre 1966
10. La nube del terrore - ottobre 1966
11. Il mercato delle schiave - novembre 1966
12. Secessione galattica - dicembre 1966
13. Homo Sapiens - gennaio 1967
14. Il dado è tratto - febbraio 1967
15. Attenzione Galassia 1 - marzo 1967
16. Il grande Dark - aprile 1967
17. Il pianeta spento - maggio 1967
18. Il piano di Agla - giugno 1967
19. Le meteore di fuoco - luglio 1967
20. Lo strano raggio verde - agosto 1967
21. L'enigma del labirinto - settembre 1967
22. Il tesoro impossibile - ottobre 1967
23. Il ritorno di Brosk - ottobre 1967

## Biografia del personaggio
Gesebel è un'eroina femminista protagonista di avventure fantascientifiche con venature erotiche; è una donna sicura di sé e priva di scrupoli, incapace di provare amore (meno che per il proprio gatto, Pussycat, e forse per il suo servo muto Mabus). Il personaggio, ispirato a Barbarella di Jean-Claude Forest, è figlio del suo tempo, gli anni ’60, periodo di grandi cambiamenti e di grandi utopie, che Magnus e Bunker rileggono mostrandone gli aspetti più grotteschi.
In una zona imprecisata dello spazio c’è una Galassia chiamato "Galassia Uno" abitato da popolazioni umanoidi. Ai suoi confini si trova un Pianeta chiamato "Virgin Planet" la cui capitale "Virgin City" è abitata da una popolazione composta principalmente di donne bellissime, violente, ninfomani, che non esitano a uccidere per procacciarsi maschi da schiavizzare per il loro Harem. La popolazione maschile è considerata come un mezzo adatto alla riproduzione, al piacere sessuale e costretta a combattere nelle arene. L'unico uomo che gode di relativa libertà è Mabus servitore muto di Gesebel. La società è militarizzata e organizzata gerarchicamente e Gesebel ne è l'affascinante sovrana con diritto di vita e di morte sui suoi sudditi. Virgin City funge anche da base per le scorribande di Gesebel e delle sue terribili corsare dello spazio, ai danni delle navi spaziali mercantili che vengono depredate di merci e di uomini. Nella Galassia Uno tutto il potere è in mano al Presidente e l'ordine pubblico è gestito dal corrotto Capo della Polizia, mentre l'unico personaggio cristallino e dalla retta morale, il Capitano Star, è catturato dalle Corsare e venduto all'asta come schiavo. Il Generale Brosk della Galassia Uno è incaricato di porre un argine alle loro scorribande. Inoltre Gesebel deve fronteggiare una contestazione che si trasforma in una lotta interna per il potere. Il suo braccio destro, Galena, invidiosa del potere di Gesebel, assieme ad Ilona, tramano per prenderne il posto.

### Comprimari
Altri personaggi che compaiono nella serie sono:
- Il generale Brosk, il suo principale nemico.
- Galena, il suo braccio destro che tenta di conquistare il potere, ma con scarsi risultati.
- Mabus, il suo devoto servitore muto.
- Pussycat, il suo gatto perfido e aggressivo.